# Зелени технологии
Терминът „зелена технология“ се отнася до прилагането на съществуващите знания за получаване на дадени продукти и практически цели с минимално въздействие върху околната среда. В областта на „зелените технологии“ се обхващат и развиват група от методи и материали, от техники за генериране на възобновяема енергия до нетоксични продукти за почистване и други цели.

## Цели на зелените технологии
Целите, които информират развитието в тази област включват:
Устойчивост (на продуктите)– задоволяване на потребностите на обществото по начин, който може да продължи неопределено време в бъдещето, без да уврежда или изчерпва природните ресурси. Отговарящи на съвременните нужди материали, без да излага на риск способността на бъдещите поколения да задоволяват своите нужди.
Рециклируемост- Цикъл на производство, чрез създаване на продукти, които могат да бъдат напълно възстановени или да се използват повторно за същите или други цели.
Намаляване на вложената енергия – Намаляване количеството на отпадъците и замърсяването чрез промяна на моделите на производство и потребление. Включва разработването на алтернативни горива, нови средства за генериране на енергия и енергийната ефективност.
Иновации – Развитие на алтернативи на технологиите – независими от изкопаеми горива или химикали в земеделието. Това са доказани вредители на здравето и околната среда.
Жизнеспособност – Създаване на център на икономическата активност около технологии и продукти, които са в полза на околната среда, ускоряване на изпълнението им и създаване на нови кариери, които наистина защитават планетата.
Зелени сгради – обхваща всичко от избора на строителни материали до мястото, където се намира сградата и източниците и на енергия.
Биопродукти– Включва търсенето на продукти, чието съдържание и методи на производство имат най-малкото възможно въздействие върху околната среда и здравето,
Зелена химия – Спирането на опасни продукти от производство и прилагането на безвредни химически продукти и процеси, за да се намали или да се елиминира използването и производството на опасни вещества.
Зелените нанотехнологии – включва манипулиране на материали по скалата на нанометър, една милиардна част от метъра. Някои учени смятат, че овладяването на този въпрос предстои и ще промени начина, по който всичко в света се произвежда. „Зелените нанотехнологии“ е прилагането на принципите на зелената химия и зеленото инженерство в тази област.

## Технологии и методи с широко приложение
Зелената технология включва различни технологични процеси за опазване на околната среда или за съживяване и ремонт на вече увредени екосистеми. Като цяло, всички зелени технологии могат да бъдат разделени на две много широки групи: технологии, които се занимават с глобалното затопляне и устойчиви технологии. Има много примери за прилагане на технологии за околната среда (в различни области) и някои от тях са:
- Рециклиране – включва управление на твърдите отпадъци, технологии за изгаряне на отпадъци, различни видове почистване на отпадъчни води и други екологично чисти технологии за рециклиране на отпадъци.
- Възобновяеми (алтернативни) енергийни технологии – производството на енергия от възобновяеми природни ресурси като слънце, вода, дърво, вятър и други.
- Пречистване на въздуха – Създаване на съоръжения за пречистване на въздуха и отглеждане на растения за отстраняване на CO2 с цел да запази свежия въздух и намали затоплянето на околната среда.
- Икономията на енергия – Разработката и използването на електрически системи, които използват по-малки количества енергия; това води до намаляване на потреблението на електроенергия, което означава по-малко потребление на изкопаеми горива. Предлага решения за околната среда при изхвърляне и рециклиране на отпадъци. Ефективно променя производството на отпадъци по начин, който не уврежда околната среда.
ЕС е пример как все по-голяма и разрастваща се част от икономиката представлява екологичната индустрия. Може дори да се посочи това, че тя има многократно по-голям годишен оборот от фармацевтичната и стоманодобивната промишлености взети заедно и осигурява около една десета от работните места в Съюза. В сектор „Енергийната ефективност“ са вложени над 10 милиарда евро. Може да се посочи като пример за конкретна посока и внедряването на зелени иновации в ползването по нови начини на фосилните горива и насърчаването на употребата на биодизел в дизелите, употребата на етанол в бензините, избягване употребата на въглища и замяната им с природен газ. При тези конкретни промени се постига конкретен резултат, при който в атмосферата падат в пъти вредните емисии и газове. Може да се каже, че в последните години стремежът на ЕС за създаването на добър набор от средства за внедряването на екологично ориентирани зелени иновации бележи ръст и множество успехи. Това всъщност е добър подход, поради това, че всеки един момент от бита и ежедневието на днешния индивид е тясно свързан с подобряването на средата, която го заобикаля и подобряване на качеството на живот. Европейският бюджет за периода 2014 – 2020 г. е тясно свързан с изпълнението на целите до 2020 г. Например средствата за научни изследвания и иновации в рамките на програмата „Хоризонт 2020“· са увеличени до близо 80 млрд. евро, а бюджетът за проекти, свързани с климата, е утроен, като представлява 20 % от общия бюджет. Инициативата „Европа за ефективно използване на ресурсите“ се очаква да повиши сигурността за инвестиции и иновации, като създаде широка стратегическа рамка за интегрирани политики и дългосрочна визия в ключовите политически области на климатичните промени, енергията, транспорта, индустрията, отпадъците, суровините, селското стопанство, рибарството, биологичното разнообразие и регионалното развитие.

### Зелените технологии в България
Използването и консумацията на електроенергия играят ключова роля по отношение на предизвикателствата пред България, свързани с увреждането на околната среда, енергийната несигурност и ниската конкурентоспособност. Важно е не само количеството на потребената електроенергия и от какви ресурси се извлича тя, но и какъв е крайният резултат от нейната употреба. За да се постигне устойчиво икономическо развитие, от значение е наличните енергийни ресурси да бъдат използвани по възможно най-ефективния начин. Ето защо едни от най-важните иновативни зелени продукти и технологии са тези, които понижават консумацията на електроенергия чрез повишаване на енергийната ефективност. Такива технологии могат да се използват във всички сектори на икономиката и да допринесат за намаляване на потребностите от електроенергия, като по този начин да ограничат вредните емисии и повишат енергийната сигурност и конкурентоспособността на икономиката като цяло. Енергийната ефективност на българската икономика е относително ниска и поради това внедряването на зелени технологии има потенциал да реализира значителни икономии на електроенергия.